# كابيلو سيكانينغ
كابيلو سيكانينغ (بالهولندية: Kabelo Seakanyeng)‏ (25 يونيو 1993 في بوتسوانا - ) هو لاعب كرة قدم بوتسواني في مركز الوسط يلعب حالياً في نادي أولمبيك خريبكة, لعب سابقاً في نادي دبا الفجيرة الإماراتي.

## روابط خارجية
- كابيلو سيكانينغ على موقع قاعدة بيانات كرة القدم.إي يو (الإنجليزية)
- كابيلو سيكانينغ على موقع ناشيونال فوتبول تيمز (الإنجليزية)
- كابيلو سيكانينغ على موقع Soccerway.com (الإنجليزية)